# 8524 Paoloruffini
A 8524 Paoloruffini (ideiglenes jelöléssel 1992 RJ3) a Naprendszer kisbolygóövében található aszteroida. Eric Walter Elst fedezte fel 1992. szeptember 2-án.